# Алтунин, Степан Титович
Степан Титович Алту́нин (1904—1959) — советский учёный-гидротехник, член-корреспондент АН УзССР (1956), лауреат Сталинской премии третьей степени (1952).

## Биография
Родился 5 (18 апреля) 1904 года в деревне Алтунино (ныне Шенталинский район, Самарская область).
Окончил рабфак в Самаре (1927) и Московский институт инженеров водного хозяйства (1931).
Как отличник зачислен в аспирантуру ВНИИГиМ, одновременно работал прорабом на строительстве Гизельдонской ГЭС. В 1933 году защитил кандидатскую диссертацию «Струенаправляющие дамбы мостовых переходов».
В 1934—1942 годах работал в Среднеазиатском научно-исследовательском институте ирригации (САНИИРИ): старший научный сотрудник, руководитель группы регулирования рек, заместитель заведующего гидротехнической лабораторией.
В 1942—1944 годах старший инженер в министерстве водного хозяйства УзССР.
С 1944 года работал в Институте энергетики АН УзССР старшим научным сотрудником, затем руководителем гидротехнического сектора. После реорганизации этого института в Институт водных проблем и гидротехники АН Узбекистана (1956) заведовал в нём лабораторией регулирования русел рек.
По совместительству — доцент, профессор, заведующий кафедрой гидрологии и регулирования русел Ташкентского института инженеров ирригации и механизации сельского хозяйства.
Доктор технических наук (1948), профессор (1949), член-корреспондент АН УзССР (1956).

## Признание
- Сталинская премия третьей степени (1952) — за разработку и внедрение в строительство новых принципов компановки водозаборных сооружений
- заслуженный ирригатор Узбекской ССР (1949).
- медаль «За трудовую доблесть».

## Сочинения
- Водозаборные узлы и водохранилища [Текст]. — Москва : Колос, 1964. — 431 с. : ил., карт.; 26 см.
- Регулирование русел рек при водозаборе : диссертация … доктора технических наук : 05.00.00. — Ташкент, 1946. — 495 с. : ил. + Прил. (61 л. : ил., фотоальбом).
- Защита берегов от размыва [Текст] / Инж. С. Т. Алтунин, кандидат техн. наук. — Ташкент : САНИИРИ, 1939. — 231 с., 14 л. план., схем., черт. : ил., план., схем., черт.; 25 см.
- Регулирование русел [Текст] : [Для гидромелиорат. ин-тов и фак.] / С. Т. Алтунин, проф. д-р техн. наук. — 2-е изд. — Москва : Сельхозиздат, 1962. — 352 с. : ил.; 22 см.
- Защитные сооружения на реках [Текст] / С. Т. Алтунин, проф. д-р техн. наук, И. А. Бузунов, инж. — Москва : Сельхозгиз, 1953. — 232 с. : ил.; 22 см.
- Выправительные, защитные и регулировочные сооружения на реках [Текст] / С. Т. Алтунин, канд. техн. наук ; М-во техн. культур СССР. Гл. упр. водного хозяйства. Средне-Азиат. ордена Труд. Красного Знамени науч.-исслед. ин-т ирригации «САНИИРи». — Москва : Сельхозгиз, 1947 (Челябинск : 10-я тип. треста «Полиграфкнига»). — 176 с. : ил.; 22 см.
- Расчет переформирования и регулирования русла при водозаборе [Текст] : (Методические указания для проектирования) / Проф. С. Т. Алтунин, доц. И. А. Бузунов, В. А. Щербакова ; Ташкентск. ин-т инж. ирригации и механизации сельского хозяйства. Кафедра «Гидрология и регулирование водных потоков». — Ташкент : [б. и.], 1958. — 55 с. : ил.; 21 см.